# ゾーヤ・コスモデミヤンスカヤ

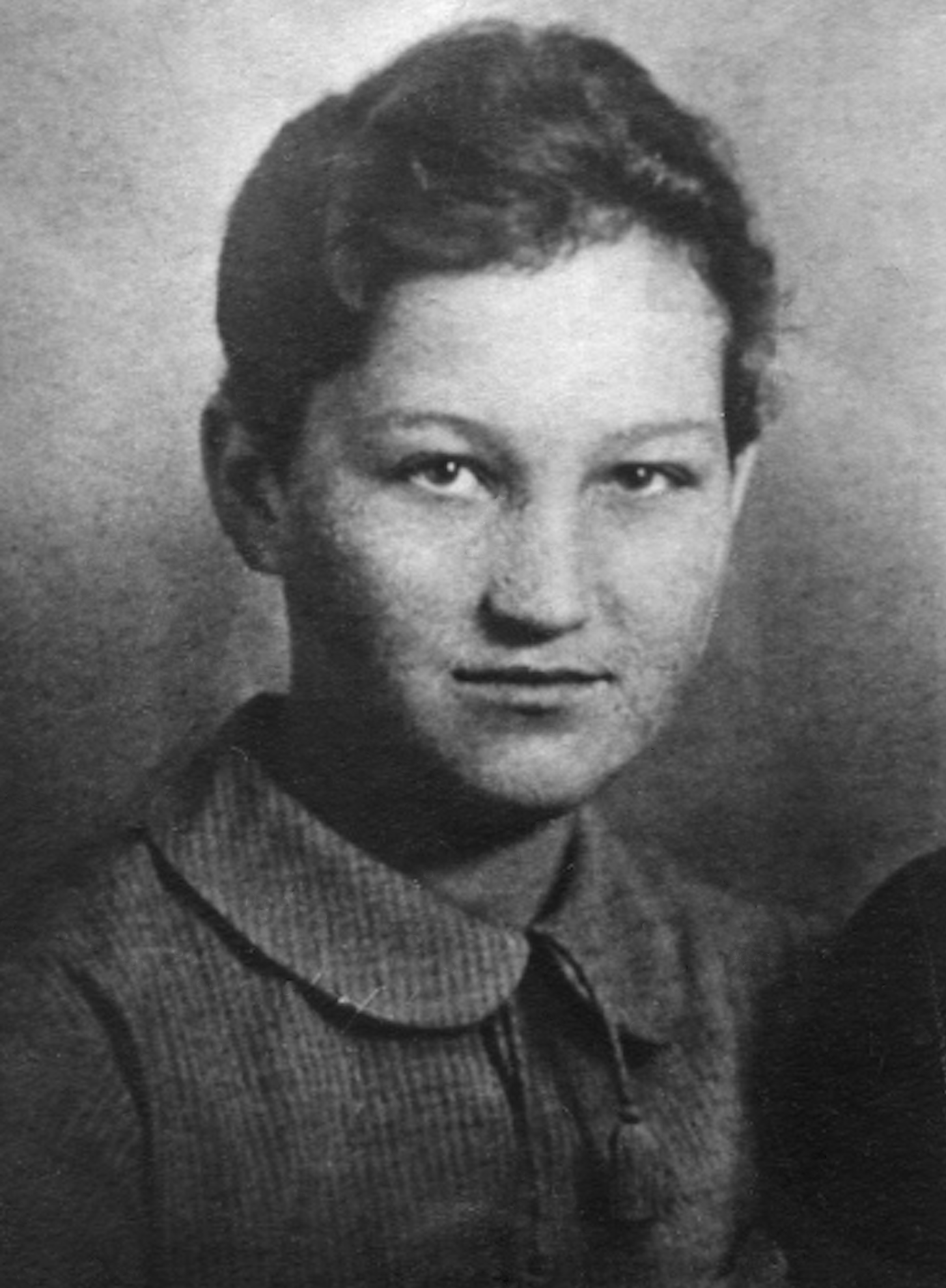
ゾーヤ・アナートリエヴナ・コスモデミヤンスカヤ

ゾーヤ・アナートリエヴナ・コスモデミヤンスカヤ（ロシア語: Зоя Анатольевна Космодемьянская、1923年9月13日 - 1941年11月29日）は、独ソ戦初期に活動したソビエト連邦の女性パルチザン。ソ連邦英雄（死後）。

## 経歴
タンボフ県ガヴリロフスキー地区オシノ・ガイ村出身。1930年、一家はモスクワに転居し、9年制学校を卒業した。1938年、コムソモールに加入。
独ソ戦勃発後、1941年10月にコムソモールを通して前線行きを志願し、モジャイスク方面で活動するパルチザン支隊に配属された。2度、敵後方に派遣された。
11月末、コスモデミヤンスカヤは、ナロ・フォミンスキー地区のオブホヴォ村付近で前線を通過した。公式説によれば、その後、ドイツ軍が支配するペトリシチェヴォ村（モスクワ州ルスキー地区）でドイツ兵に捕まり、拷問の後に村の広場で絞首刑に処せられたとされる。1942年2月16日、ソ連当局は、彼女に女性初のソ連邦英雄称号を授与し、大規模なプロパガンダを展開した。彼女の最後の言葉は、「同志スターリン、万歳！」（ロシア語: Да здравствует товарищ Сталин）だったとも主張された。
しかしながら、別説も存在する。現在に至るまで、村で絞首刑に処せられたのがコスモデミヤンスカヤとは確定されていない。また、現地住民の記憶によれば、コスモデミヤンスカヤを捕まえたのはドイツ兵ではなく、彼女が家屋を焼き払った村の住民だった。彼女が捕まった村にはドイツ兵がいなかったため、別の村に連れ去られたという。ちなみに、解放後、ペトリシチェヴォ村と周辺の住民は、別の場所に移住させられた。

## 顕彰
モスクワのノヴォデヴィチ墓地に埋葬。
ペトリシチェヴォ村付近の通りと、地下鉄の駅（イズマイロフスキー・パールク）のプラットフォームには、彼女の記念碑が建てられた。彼女が通ったモスクワの第201学校と故郷の学校では、記念館が開設された。その外、コスモデミンスカヤの名前は、多くの都市の通り、学校、船舶、小惑星等に付けられた。
彼女に由来して命名された小惑星は (1793) ゾヤ。(2072) コスモデミヤンスカヤもあるが、これは2人のソ連邦英雄の母として顕彰された母親のリュボフ・コスモデミヤンスカヤにちなむ命名である。

## パーソナル
弟のアレクサンドル（1925年 - 1945年4月13日）は、上級中尉として親衛部隊に勤務し、東プロイセンのザームラント半島（サンビヤ半島）で戦死し、死後ソ連邦英雄の称号を授与される。

## 映画
- ロシアン・ソルジャー 戦場に消えた18歳の少女兵士（2021年、ロシア、監督：マクシム・ブリウス、レオニード・プリヤスキン、主演：アナスタシア・ミシナ）

## 関連文献
- 橋本信子「女性兵士をめぐるイメージと実態 : ソ連、ロシア、ウクライナを事例に」『女性学講演会』第26巻、大阪公立大学女性学研究センター、2023年3月、37-54頁、ISSN 18821162、2024年4月3日閲覧。